# 어린이 보호 포장

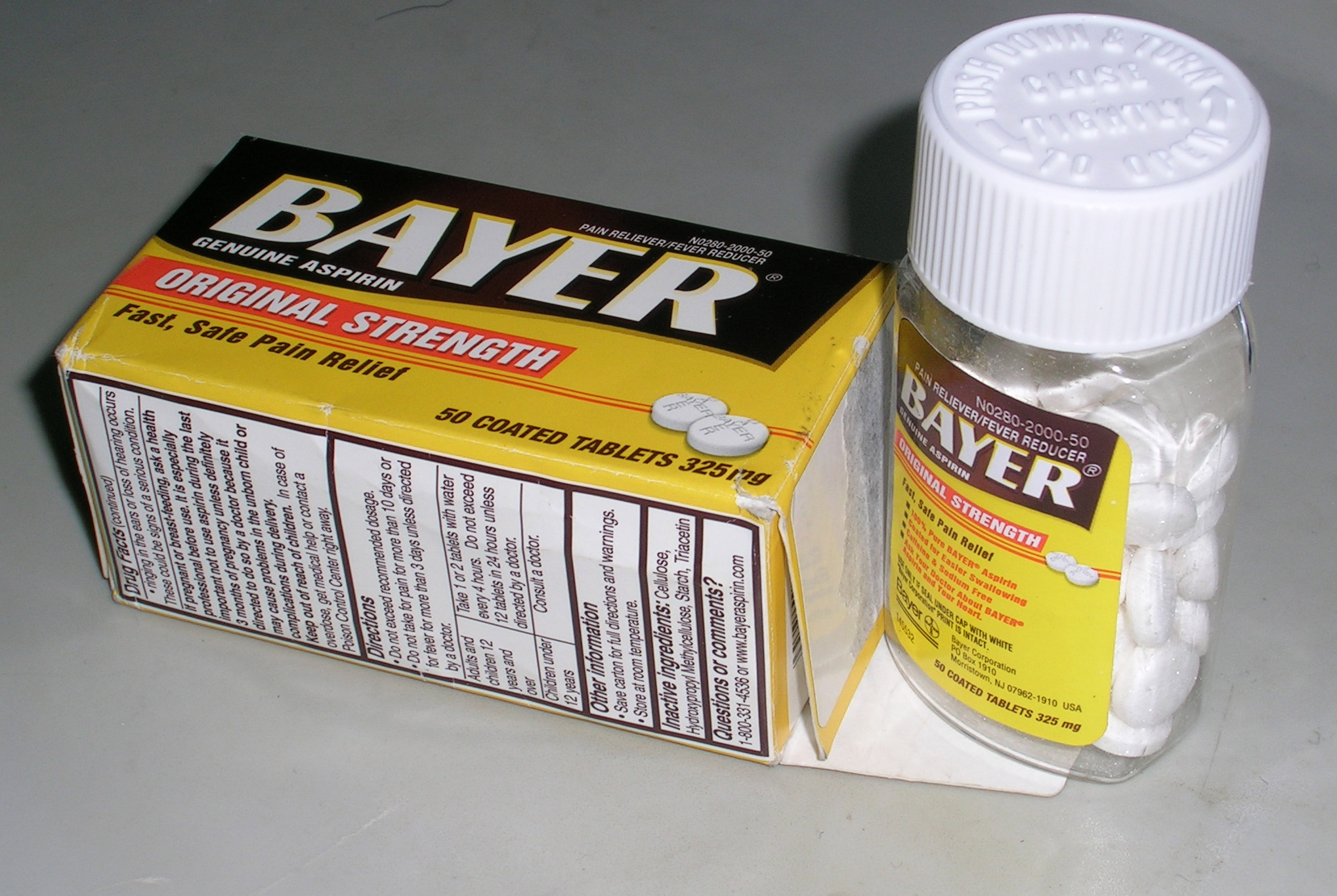
어린이 보호 캡이 있는 아스피린병

어린이 보호 포장(Child-resistant packaging), 어린이에게 안전한 포장 또는 CR 포장은 어린이가 유해 물질을 섭취할 위험을 줄이기 위해 사용되는 특수 포장이다. 이는 특수 안전 캡(safety cap)을 사용하여 수행되는 경우가 많다. 이는 처방약, 일반 의약품, 니코틴 함유 전자 담배 장치 또는 니코틴 EUTPD 36.7 살충제 및 가정용 화학 물질을 함유할 수 있는 리필 용기에 대한 규정에 따라 요구된다. 일부 관할권에서는 블리스터 팩과 같은 단위 포장도 어린이 안전을 위해 규제된다.
미국 소비자제품안전위원회는 보도자료를 통해 "어린이에게 안전한 포장이라는 것은 없다. 따라서 포장을 1차 방어선으로 생각해서는 안 된다. 오히려 포장을 생각해야 한다. 최후의 방어선으로 내구성이 뛰어난 포장재를 사용할 것."이라고 밝혔다.

## 같이 보기
- 일반의약품
- 의약품
- 미국 약전